# Roma (Amerikai Egyesült Államok)
Roma egy amerikai város Texas államban, Starr megyében.

## Földrajza
A város teljes területe 7,5 km², ebből 7,1 km² szárazföld és 0,3 km² víz.

## Népessége
| 2010 | 9 765  |
| 2020 | 11 561 |

Romaban 9 617 lakos él, 2 678 háztartásban, illetve 2 351 családban. A népsűrűség 1345,3 fő/km². 3 141 házegység van, melynek sűrűsége 439,3 egység/km². A rasszok szerint a lakók 90,3%-a a fehér, 0,15%-a az afroamerikai, 0,2%-a az indián, 0,04%-a az ázsiai, 0,05%-a a csendes-óceáni, és 7,76%-a egyéb rasszba tartozik.
A 2 678 háztartás 50,3%-ban él 18 év alatti fiatal, 64,3%-ban házasok, 19,6%-ban nő férj nélkül, és 12,2%-ban nem családos ember. A háztartások 7%-ban él 65 éves, vagy annál idősebb személy. Az átlagéletkor 28 év. Minden 100 nőre 87,9 férfi, míg minden 100 18 év fölötti nőre 81,9 férfi jut.
A háztartások átlagos éves jövedelme 15 563 dollár, míg a családoké 16 883 dollár. A férfiak éves jövedelme 16 020 dollár, szemben a nők 12 656 dollárjával. Az egy főre eső jövedelem 7 539 dollár. A népesség 54,3%-a, illetve a családok 48,9%-a él a megélhetési küszöb alatt. Ide tartozik a 18 év alattiak 64,2%-a és a 65 évnél idősebbek 46,3%-a.
1. ↑  2020. évi népszámlálás az Egyesült Államokban. 2020. évi népszámlálás az Egyesült Államokban . (Hozzáférés: 2022. január 1.)